# Maria Efrosinina
Maria Efrosinina más conocida como Masha (en ucraniano: Марія Єфросініна; n. Kerch, 25 de mayo de 1979) es una presentadora y traductora ucraniana.

## Carrera profesional
Nacida en la ciudad de Kerch el día 25 de mayo de 1979, durante la época de la República Socialista Soviética de Ucrania (RSS Ucraniana).
Ella se graduó en la escuela de secundaria con honores y después fue alumna del Departamento de Idiomas Extranjeros de la Universidad de Kiev, en la cual se licenció como intérprete lingüística de los idiomas inglés y español.
A sus 19 años ya comenzó su carrera en el mundo de la televisión, debutando en el programa "Happy Bell" del canal Pershyi Natsionalnyi.
En 2002 todo el equipo recibió el premio Teletriumph Awards, al mejor programa de televisión en todo el país.
Junto al periodista Pavlo Shylko fue presentadora de la L Edición del Festival de la Canción de Eurovisión 2005, que se celebró en el Palacio de los deportes de Kiev y fueron vistos por una audiencia a nivel europeo estimada a unos 150 millones de personas.
Ella también ha copresentado el sorteo de la Eurocopa 2012, que tuvo lugar el día 7 de febrero de 2010 en el Palacio de la Cultura y la Ciencia de Varsovia (Polonia).
Ese mismo año fue elegida para presentar junto a Andriy Domansky, la versión ucraniana del concurso Operación triunfo ("Fabrika Zirok") emitido en el Novyi Kanal. Y cabe destacar que el 18 de noviembre se colocó en el puesto número 77 de las mujeres más influyentea de Ucrania según la Revista Focus.

## Vida privada
Su padre es Oleksandr y su madre es Liudmyla. Tiene ascendencia rusa.
En el año 2003 se casó con el empresario financiero Tymur Khromaiev, de ascendencia osetia-ucraniana y cuyo padre es el presidente de la Superliga de baloncesto de Ucrania, Zurab Khromaiev.
Ambos tienen dos hijos en común.
Su hermana Yelyzaveta Yushchenko que es dos años más joven es psicóloga infantil y contrajo matrimonio con Andriy Yushchenko, hijo del expresidente de Ucrania Víktor Yúshchenko.